# Младший помощник судостроителя
Младший помощник судостроителя
Младший помощник судостроителя — должностное звание в 1886—1905 годах на русском императорском флоте, соответствовало 10-му классу Табели о рангах.

## История
Звание было введено в 1886 году указом императора Александра III при реорганизации Корпуса корабельных инженеров. В соответствии с Положением о корабельных инженерах и инженер-механиках флота звание «младший помощник судостроителя» было первичным обер-офицерским званием в Корпусе корабельных инженеров.
Данное звание получали выпускники кораблестроительного отделения Технического училища морского ведомства — кондукторы, без обязательной выслуги кампании в плавании.
К категории младший инженер-механик относилось 24 должности.
Звание относилось к 10-му классу Табели о рангах. Вышестоящим для него было звание старший помощник судостроителя, нижестоящим — кондуктор.
Звание предназначалось для корабельных инженеров, не допущенных в силу малого опыта к самостоятельным судостроительным работам, помощников, наблюдающих за судостроительными работами, помощников по инженерной части (начальников инженерной службы) командиров кораблей 2-го ранга и прочих, судовых корабельных инженеров на кораблях 1-го ранга.
Младшие помощники судостроителя могли служить на действительной службе до достижения предельного возраста — до 10 лет пребывания в звании.
В 1908 году особые звания Корпуса были упразднены, а корабельные инженеры приравнены к прочим офицерам флота, служившим «по Адмиралтейству», как это было до 1874 года. Младшие помощники судостроителя переаттестовывались как в поручики, так и в штабс-капитаны Корпуса корабельных инженеров.